# Назъм Хикмет
Назъм Хикмет Ран (на турски: Nâzım Hikmet Ran) е турски поет, писател, сценарист, драматург и обществен деятел. Той е основоположник на турската революционна поезия и е лауреат на „Международната награда на мира“ (1950 г.).
Понякога е наричан „комунист романтик“ или „романтичният революционер“. Много често е арестуван заради политическите си убеждения и прекарва голяма част от живота си или в затвора или в изгнание. Поезията му е преведена на повече от 50 езика.
Женен е 4 пъти. Умира от сърдечен удар.

## Публикации за Хикмет
„Назъм Хикмет в България“ е заглавието на издадената през 1955 година книга, състояща се от 130 страници. Авторът е Блага Димитрова, а оригиналното заглавие на книгата е „Назъм Хикмет и България“.
Книгата е преведена на турски от Хюсеин Карахасан и е издадена от Държавно издателство „Народна просвета“ в София с тираж от 2000 броя. На вътрешната страна на корица на книгата има подзаглавие „Пътеписи“. Българското правителство дава задача на Назъм Хикмет да спре изселващите се на големи групи турци от България в Турция в началото на 50–те години на миналия век. С тази цел през 1951 година Назъм Хикмет, заедно с автора на книгата Блага Димитрова и отговорни лица от комунистическата партия, посещава турските села в България. Според записките на Димитрова, Назъм Хикмет е организирал 20 митинга с участието на 150 хиляди души, 10 пъти е държал реч пред народа, срещнал се е в 12 различни места с активисти на партията. Книгата на Блага Димитрова всъщност представлява пътепис на тези пътувания.
В книгата на Мехмед Зекерия Сертел „Последните години на Назъм Хикмет“, възложената му задача и пътуването му е отбелязано по следния начин: „Малко след като се върна в Москва, Назъм Хикмет получи покана от София. Българската комунистическа партия и правителство канеха Назъм Хикмет в София.“

### Пиеси
- Kafatası (1932, Черепът)
- Unutulan Adam (1935, Забравеният)
- Ferhad ile Şirin 1965 (Ферхад и Ширин)
- Lüküs Hayat (Луксозен живот)

### Романи
- Yaşamak Güzel Şey Be Kardeşim (1967, За бога, братко)

### Поеми
- Taranta-Babu'ya Mektuplar (1935, Писма до Таранта Бабу)
- Simavne Kadısı Oğlu Şeyh Bedreddin Destanı (1936, Епос за Шейх Бехредин)
- Memleketimden İnsan Manzaraları (1966 – 67, Пейзажи от моята страна)
- Kurtuluş Savaşı Destanı (1965, Епос за Войната за независимост)